# Chasminodes nigrostigma
Chasminodes nigrostigma är en fjärilsart som beskrevs av Yang 1964. Chasminodes nigrostigma ingår i släktet Chasminodes och familjen nattflyn. Inga underarter finns listade i Catalogue of Life.